# Tieshagai
Tieshagai (kinesiska: 铁沙盖, 铁沙盖乡, 铁沙盖镇) är en köping i Kina. Den ligger i prefekturen Ulanqab Shi och den autonoma regionen Inre Mongoliet, i den norra delen av landet, omkring 110 kilometer nordost om regionhuvudstaden Hohhot. Antalet invånare är 23478. Befolkningen består av 11 433 kvinnor och 12 045 män. Barn under 15 år utgör 11,0 %, vuxna 15-64 år 77 %, och äldre över 65 år 10,0 %.
Genomsnittlig årsnederbörd är 440 millimeter. Den regnigaste månaden är juni, med i genomsnitt 117 mm nederbörd, och den torraste är januari, med 3 mm nederbörd.